# Synodites lineiger
Synodites lineiger är en stekelart som först beskrevs av Thomson 1894.  Synodites lineiger ingår i släktet Synodites och familjen brokparasitsteklar. Arten är reproducerande i Sverige. Inga underarter finns listade i Catalogue of Life.